# Phaeogenes testaceicornis
Phaeogenes testaceicornis là một loài tò vò trong họ Ichneumonidae.